# Cymothales lestagei
Cymothales lestagei är en insektsart som beskrevs av Marc Lacroix 1920. 
Cymothales lestagei ingår i släktet Cymothales och familjen myrlejonsländor. Inga underarter finns listade i Catalogue of Life.